# Augusto Álvaro da Silva
Pour les articles homonymes, voir Augusto Silva et Silva.
Augusto Álvaro da Silva est un prélat brésilien de l'Église catholique romaine (8 avril 1876 - 14 août 1968) qui fut archevêque de São Salvador da Bahia et premier cardinal originaire de son pays.

## Biographie
Il fut ordonné prêtre le 5 mars 1899 et élevé à la pourpre cardinalice par le pape Pie XII le 12 janvier 1953.